# Binder (Ciad)
Binder   è un comune del Ciad situata nel dipartimento di Mayo-Binder, provincia di Mayo-Kebbi Ovest.
È il capoluogo del dipartimento.